# Volevčice (district de Jihlava)
Pour les articles homonymes, voir Volevčice.
Volevčice (en allemand : Wolewtschitz) est une commune du district de Jihlava, dans la région de Vysočina, en République tchèque. Sa population s'élevait à 69 habitants en 2024.

## Géographie
Volevčice se trouve à 4 km au nord-nord-ouest de Telč, à 24 km au sud-sud-ouest de Jihlava et à 121 km au sud-est de Prague.
La commune est limitée par Vanůvek au nord-ouest, par Telč au nord-est, par Mysliboř à l'est, par Telč au sud, et par Vanov à l'ouest.

## Histoire
La première mention écrite de la localité date de 1366.